# Sobór Trzech Świętych Hierarchów w Mohylewie

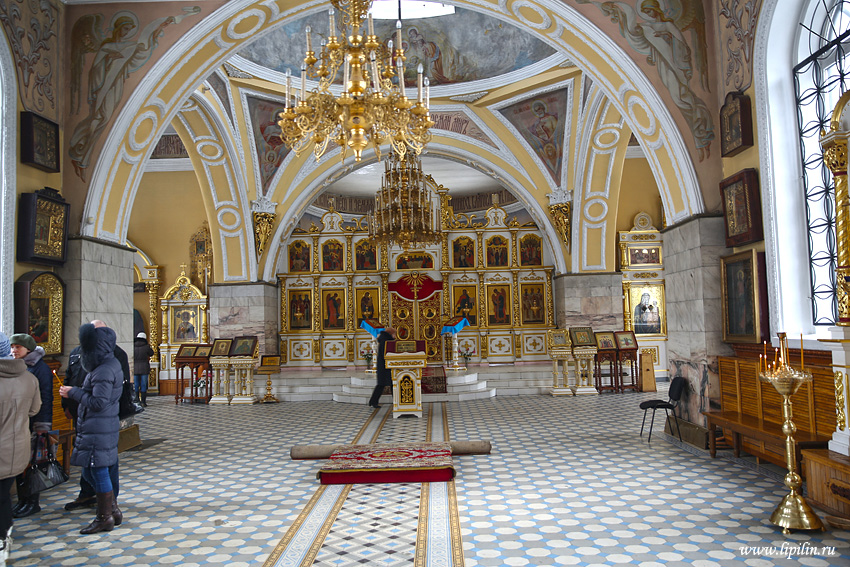
Wnętrze świątyni

Sobór Trzech Świętych Hierarchów – prawosławny sobór katedralny w Mohylewie, główna świątynia eparchii mohylewskiej i mścisławskiej Egzarchatu Białoruskiego Patriarchatu Moskiewskiego. Patronami cerkwi są Trzej Święci Hierarchowie: Jan Chryzostom, Bazyli Wielki i Grzegorz z Nazjanzu.
Jest to budowla wzniesiona w latach 1903–1914 w stylu bizantyjsko-rosyjskim. Świątynia posiada fasadę główną, fasadę boczną i kopuły. W latach 1961–1989 nie pełniła funkcji sakralnych, przeznaczona była na halę przemysłową. W 1989 została zwrócona wiernym.